# مرغ توفان کوچک
مرغ توفان کوچک (نام علمی: Halocyptena microsoma) نام یک گونه از تیره مرغان توفان شمالی است.